# Rio Colégio
Rio Colégio är ett vattendrag i Brasilien.   Det ligger i delstaten Rio de Janeiro, i den sydöstra delen av landet, 900 km sydost om huvudstaden Brasília.
Omgivningen kring Rio Colégio är huvudsakligen savann. Området är ganska tätbefolkat, med 52 invånare per kvadratkilometer.